# Adolph Hausrath
Adolf Hausrath (seudónimo: George Taylor; Karlsruhe, 13 de enero de 1837 - Heidelberg, 2 de agosto de 1909) fue un teólogo alemán.

## Biografía
Fue educado en las universidades de Jena, Göttingen, Berlín y Heidelberg, donde se convirtió en Privatdozent en 1861, profesor extraordinario en 1867 y profesor ordinario, en 1872. Fue discípulo de la escuela de Tubinga y un protestante influyente.

## Obras selecionadas
- Neutestamentliche Zeitgeschichte (2ª edición, Heidelberg 1877-79, 4 volúmenes), del cual su trabajo Der Apostel Paulus (2ª edición, 1872) es una parte;
- Religiöse Reden und Betrachtungen (2ª edición, Leipzig 1882);
- David Friedrich Strauß und die Theologie seiner Zeit (Heidelberg 1877-78, 2 volúmenes);
- Kleine Schriften religionsgeschichtlichen Inhalts (Leipzig 1883).

Bajo el seudónimo George Taylor publicó los romances históricos:
- Antinous (Leipzig 1880, 6ª edición, 1886);
- Klytia (Leipzig. 1883, 5ª edición, 1884);
- Jetta (Leipzig 1884) y
- Elfriede (Leipzig 1885).